# Philippe Lacoue-Labarthe
Philippe Lacoue-Labarthe (Tours, 6 de marzo de 1940-París, 27 de enero de 2007) fue un filósofo de nacionalidad francesa. También se desempeñó como crítico literario y traductor. 
Lacoue-Labarthe escribió extensamente sobre Martin Heidegger, Jacques Derrida, Jacques Lacan, el romanticismo alemán, Paul Celan y la desconstrucción. Además, tradujo obras de Heidegger, Celan, Nietzsche, Walter Benjamin y Hölderlin al francés.
Lacoue-Labarthe fue miembro y presidente del Colegio Internacional de Filosofía (Collège international de philosophie). 
En 1995 fue distinguido con el Friedrich-Gundolf-Preis.

## Obra filosófica

### Colaboración con Jean-Luc Nancy
Tras sus memorables sesiones de seminarios conjuntos, de las que aún se acuerdan sus encantados discípulos, Lacoue-Labarthe escribió algunos libros y artículos en colaboración con Jean-Luc Nancy, quien fuera su colega y amigo, más que colaborador en la Université Marc Bloch en Estrasburgo. Colaboraciones tempranas incluyen Le Titre de la lettre: une lecture de Lacan (1973),y L'Absolu littéraire: théorie de la littérature du romantisme allemand (1978). 
Pierangeli Di Vittorio se refiere a ambos, y a su marcada influencia en filósofos de todo el mundo, como a la "Escuela de Estrasburgo".
In 1980, Lacoue-Labarthe y Nancy organizaron una conferencia en Cerisy-la-Salle, centrada en torno al ensayo de 1968 de Derrida: Les fins de l'homme. Posteriormente a esta conferencia, y a solicitud de Derrida, en noviembre de 1980 fundaron el Centre de Recherches Philosophiques sur la Politique. El Centre operó a lo largo de cuatro años, con el fin de  buscar enfoques filosóficos, más que empíricos, a las cuestiones políticas. Durante este período, Lacoue-Labarthe y Nancy produjeron algunos estudios importantes, tanto juntos como por separado. Algunos de estos textos aparecen en Les Fins de l'homme à partir du travail de Jacques Derrida: colloque de Cerisy, 23 juillet-2 août 1980 (1981), Rejouer le politique (1981), La retrait du politique (1983) y Le mythe nazi (1991).

### Sobre Martin Heidegger
En 1986, Lacoue-Labarthe publicó un libro sobre Celan y Heidegger intitulado La poésie comme expérience (1986). Lacoue-Labarthe recibió su doctorado estatal (Doctorat d'état) en 1987, frente a un jurado, presidido por Gérard Granel, que incluía a Jacques Derrida, George Steiner y Jean-François Lyotard. La monografía entregada en esa ocasión fue La fiction du politique (1988): un estudio sobre la relación de Heidegger con el Nacionalsocialismo. La obra precede así el interés que levantó posteriormente Victor Farías en torno a la relación de Heidegger con el Nazismo. 
En La Poésie comme expérience (1986), Lacoue-Labarthe argumenta que, aunque la poesía de Celan estaba profundamente inspirada por las ideas de Heidegger, él fue siempre consciente de las relaciones del filósofo alemán con el Nazismo, lo cual implicó siempre una actitud circunspecta hacia Heidegger. Sin embargo, estuvo dispuesto a conocer personalmente al pensador de la Selva Negra. Pero aunque Heidegger profesaba una gran admiración por el poeta judío, nunca escribió extensas consideraciones filosóficas sobre sus poesías, como en el caso de Hölderlin y Trakl.
En cuanto a la peliaguda y muy discutida cuestión política, para Lacoue-Labarthe el error de Heidegger no consistió tanto en la temprana adición al Nazismo, sino en su silencio respecto del holocausto y en lo que pudo haber sido una deconstrucción del Nazismo (Heidegger siempre afirmó que su crítica del Nazismo ha de ser buscada en sus extensos textos sobre el filósofo alemán Friedrich Nietzsche).
Con todo, Lacoue-Labarthe estima que el pensamiento de Heidegger ofrece algunas alternativas para la confrontación directa con el Nazismo, aunque él no haya sido claro al respecto.

### Obra teatral
Lacoue-Labarthe también estuvo envuelto en producciones teatrales. Tradujo la versión de Antígona de Hölderlin, y colaboró con Michel Deutsch para montar la obra en el Teatro Nacional de Estrasburgo en 1978. Lacoue-Labarthe y Deutsch montaron además las Mujeres fenicias de Eurípides en 1980. La traducción de Lacoue-Labarthe de Edipo Rey de Hölderlin fue escenificada en Aviñón en 1998, con Charles Berling en el papel principal.

### Primaria
Le Titre de la lettre: une lecture de Lacan (1973).
L'Absolu littéraire: théorie de la littérature du romantisme allemand (1978).
Portrait de l'artiste, en général (1979).
Le Sujet de la philosophie: Typographies 1 (1979).
Les Fins de l'homme à partir du travail de Jacques Derrida: colloque de Cerisy, 23 juillet-2 août 1980 (ed.) (1981).
Rejouer le politique (ed.) (1981).
La retrait du politique (ed.) (1983).
Retrait de l’artiste en deux personnes (1985).
L'Imitation des modernes: Typographies 2 (1986).
La Poésie comme expérience (1986).
La Fiction du politique: Heidegger, l'art et la politique (1988, ed. revisada).
Sit venia verbo (1988).
Le mythe nazi (1991). / El mito nazi, traducción y epílogo de Juan Carlos Moreno Romo, Anthropos, Barcelona, 2002.
Pasolini, une improvisation : d’une sainteté (1995).
Retreating the Political (1997).
Métaphrasis; suivi de Le théâtre de Hölderlin (1998).
Phrase (2000).
Poétique de l'histoire (2002).
Heidegger: la politique du poème (2002).
Agonie terminée, agonie interminable (2004).
Le chant des muses: Petite conférence sur la musique (2005).
L’«allégorie»: Suivi de Un commencement (2006).
Préface à la disparition (2009).
Ecrits Sur l'Art (2009).

### Secundaria
- Jacques Derrida, "Désistance," en Psychè.
- Pierre Joris, Heidegger, France, Politics, The University.
- John Martis, Philippe Lacoue-Labarthe: Representation and the Loss of the Subject  (New York: Fordham University Press, 2005).
- Avital Ronell, "The Differends of Man," en Finitude's Score.